# ظل الغياب (فلم)
ظل الغياب هو فيلم من كتابة وإخراج الفلسطيني نصري حجاج، وشركة فاميليا للإنتاج. اُنتج عام 2007، مدته 90 دقيقة. يحاكي الفيلم علاقة الفلسطينيين بالمكان والموت، ويسلط الضوء على قضية فلسطينيو الشتات الذين ولدوا في فلسطين، وهُجّروا منها في النكبة، وتُوفوا في المنفى بعيداً عن وطنهم وذكرياتهم، والإبقاء على حلم العودة إلى قُراهم المدمرة وأن يُدفنوا فيها. ويناقش الفيلم التفكك الشخصي والجماعي الذي حلّ بالفلسطينيين. عُرض الفيلم ضمن فعاليات ديوانية الأفلام في نادي الكويت للسينما، بالتعاون مع المجلس الوطني للثقافة والفنون والآداب. فاز بجائزة المهر البرونزي للأفلام الوثائقية في مهرجان دبي السينمائي الدولي عام 2007.

## قصة الفيلم
كتب نصري الفيلم عندما زار لأول مرة قرية الناعمة، التي هُجّر منها أجداده، وأحس فيها بشعور الموت مستذكراً طفولته في مخيم عين الحلوة، التي شهد فيها قضايا تتعلق بموت الفلسطينيين، كحرب عام 1958 على لبنان، عندما منع الفلسطينيين من دفن موتاهم ومقاتليهم في المقابر الللبنانية ودُفن بعضهم في حواكير البيوت، وتداعت في مخيلته كل هذه القصص عن القبور والموتى الفلسطينيين وعلاقتهم بالمكان والمنفى، وهل يمكنه أن يُدفن في قريته عند موته.
يبدأ الفيلم بتحريك الكاميرا على صف كبير من القبور، ليقدم من خلالها بيان واقعي عن الحياة الفلسطينية، ويركز على النكبة وإنكار حق الفلسطينيين من الموت في بلادهم. ويروي قصص لأموات فلسطينيين من خلال جمع مشاهد لمقابلات يتحدث فيها عائلات موتى فلسطينيين ماتوا في المنفى. قام المخرج بالتنقل بين ما يقارب 11 دولة للحصول على هذه المقابلات، منها لبنان، فلسطين، سوريا، الأردن، مصر، تونس، فرنسا، الولايات المتحدة، المملكة المتحدة، بلغاريا، فيتنام. ركز الفيلم على المقاومين والسياسيين والمثقفين الفلسطينيين، الذين مُنعوا من الحياة والموت في أوطانهم، وكان من بينهم قصة رسام الكاريكاتير ناجي العلي الذي دُفن في لندن وهو المكان الذي اغتيل فيه، وممثل منظمة التحرير الفلسطينية محمود الهمشري الذي دُفن في باريس، على الرغم من المحاولات العديدة لزوجته بأن تدفنه في قريته أم خالد التي احتلت عام 1948، وإدوارد سعيد المدفون في لبنان ولم يُتمكن من دفنه في موطنه القدس وغيرها من قصص الفلسطينيين الذين لم يتمكنوا من اختيار الراحة الأبدية في أوطانهم.
ويصور الفيلم من ناحية أخرى قصص الفلسطينيين الذين لا يوجد لهم قبور اصلاً ولا يعرف لهم مكان موت، كالذين قتلوا في تل الزغتر، أو مجزرة صبرا وشاتيلا ومذابح أخرى، أودت بهم إلى قبور جماعية في مكان ما تحت الارض.